# Stade Saputo
Pour les articles homonymes, voir Saputo (homonymie).
Le Stade Saputo est le troisième plus grand stade à Montréal, il est conçu spécifiquement pour le soccer (football association) situé dans le parc olympique de Montréal (Québec). Il a été construit en 2008 pour héberger les matchs du CF Montréal. Il est rénové et agrandi dès 2012 à l'occasion de l'entrée de l'Impact en MLS.

## Histoire

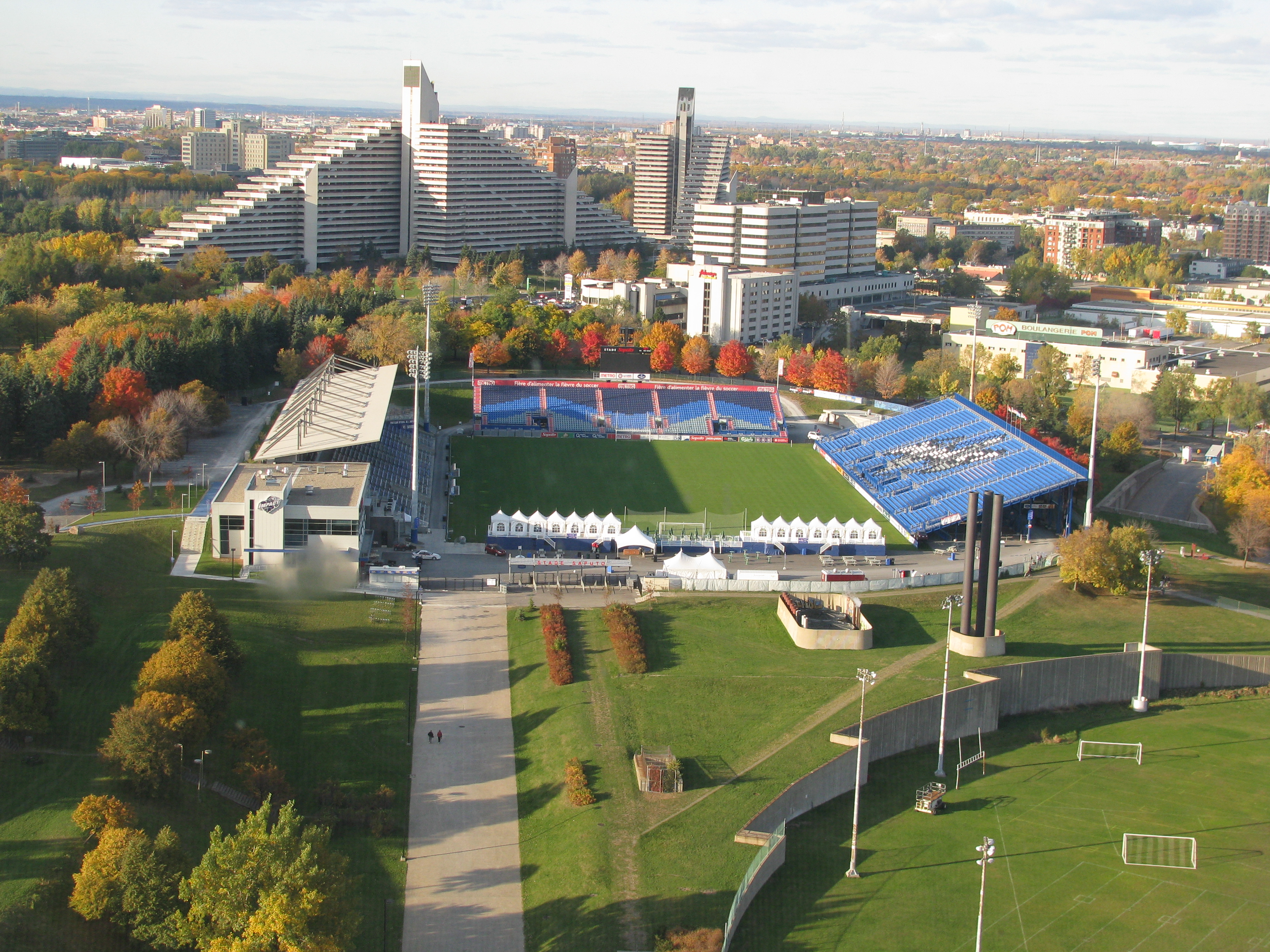
Le stade Saputo à Montréal avant 2012

Le projet a été annoncé officiellement le 4 mai 2005. À l’origine les installations devaient se situer dans le secteur du Technoparc, dans le sud-est de Montréal. Puis en juillet 2006, Joey Saputo (propriétaire de l'Impact) conclut un accord avec la Régie des installations olympiques. Le complexe est donc construit à proximité du stade olympique.
D’un coût de 17 millions de dollars, le projet a été entièrement financé par des fonds privés (dont la moitié provient de la famille Saputo).
Après plusieurs retards la première pelletée de terre a eu lieu le 18 avril 2007, afin que le stade puisse être prêt pour la saison 2008 de l’Impact.
Le Stade Saputo a remplacé le Complexe sportif Claude-Robillard à titre de domicile de l'Impact.
Le 18 mai 2008 a lieu le premier match de l'histoire du stade Saputo lorsque l'Impact reçoit les Whitecaps de Vancouver à guichets fermés (0-0).

## Agrandissement

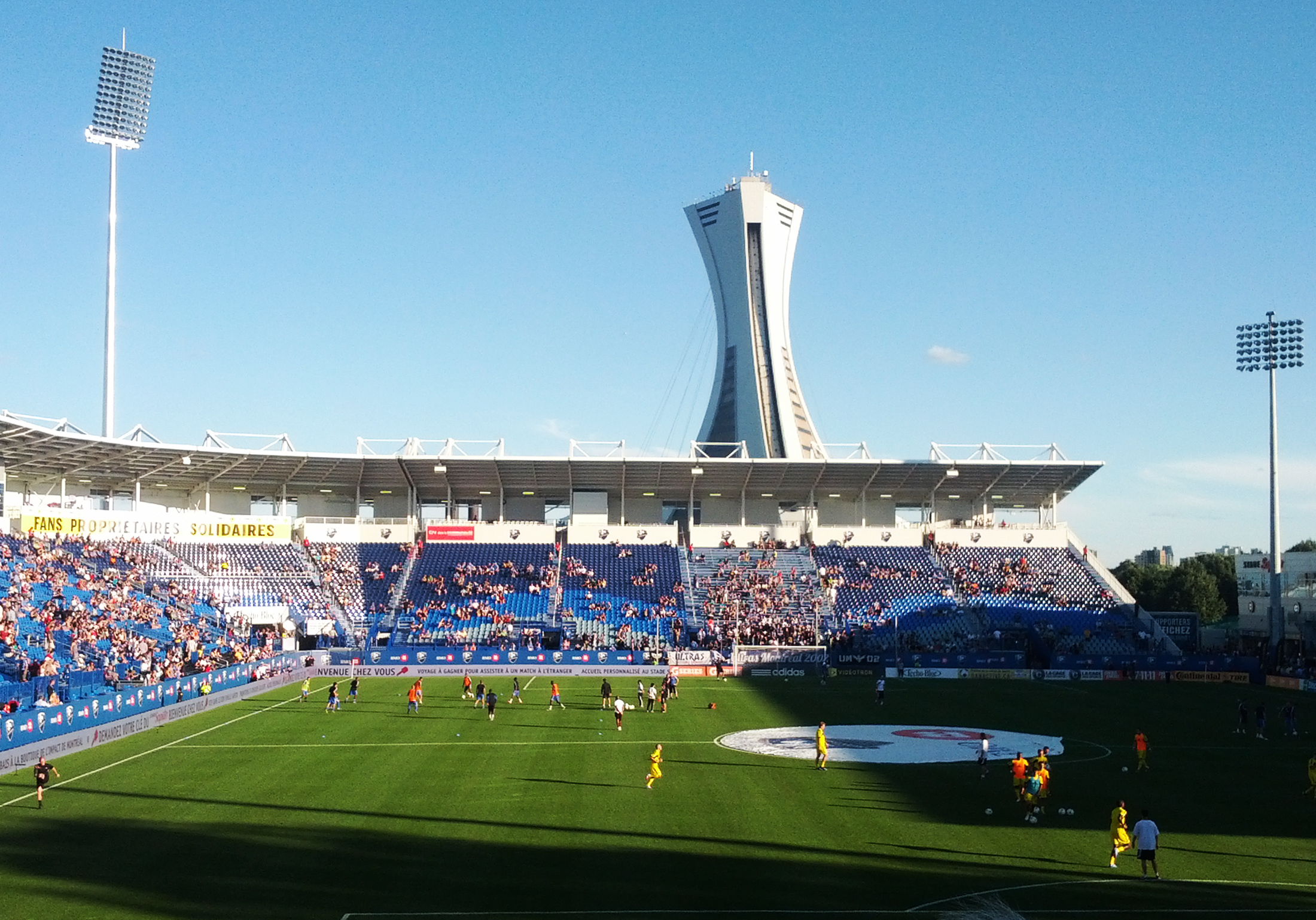
Vue du côté ouest du stade Saputo avant un match, en 2012 après l'agrandissement

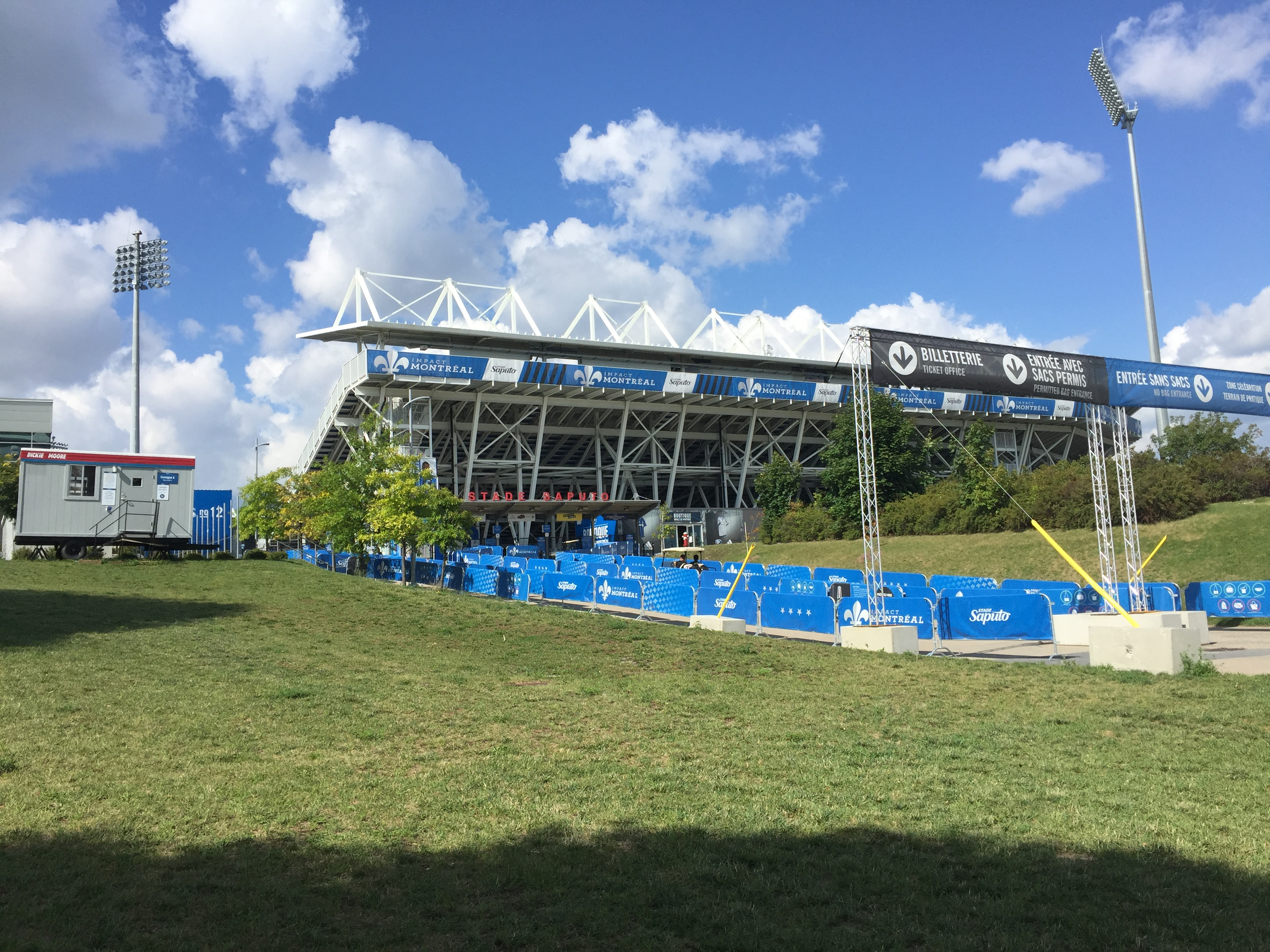
Entrée du Stade Saputo

À la suite de l'annonce de l'Impact de son accession à la Major League Soccer, le stade Saputo doit être agrandi pour avoir une capacité d'au moins 20 000 places comme l'exigent les critères d'admissibilité à cette ligue.
Les travaux d’agrandissement du stade dès le 3 octobre 2011 afin de faire passer l'arène d'une capacité de 13 034 à 20 341 places pour la première saison de l'équipe en MLS en 2012. Les travaux, dont les coûts sont initialement prévus à 23 millions de dollar canadien, somme entièrement payée par le gouvernement du Québec, coûtent finalement 30 millions de dollars. Le dépassement de 7 M$ a été pris en charge par la famille Saputo.
Malgré le fait que tous les travaux ne sont pas achevés, le stade Saputo agrandi est inauguré le 16 juin 2012 par une victoire 4-1 sur les Seattle Sounders devant une foule de 17 112 supporteurs. Le 24 juillet 2012, 19 225 spectateurs assistent au match amical entre l'Impact et l'Olympique lyonnais. Ce n'est que le 28 juillet 2012 qu'est disputé un premier match à guichets fermés au stade Saputo agrandi, et un nouveau record d'assistance pour ce stade est établi le 25 août 2012.
Les travaux d'agrandissement sont achevés le 17 septembre 2012 et la capacité du stade est finalement portée à 20 521 places puis à 20 801 places.
Pour la saison 2017, 3 M$ sont investis dans le stade, principalement dans les concessions alimentaires, les boutiques et les espaces d'activation mais aussi dans des sièges premium tant au niveau du terrain que dans des loges.

## Informations techniques
Ce complexe comprend :

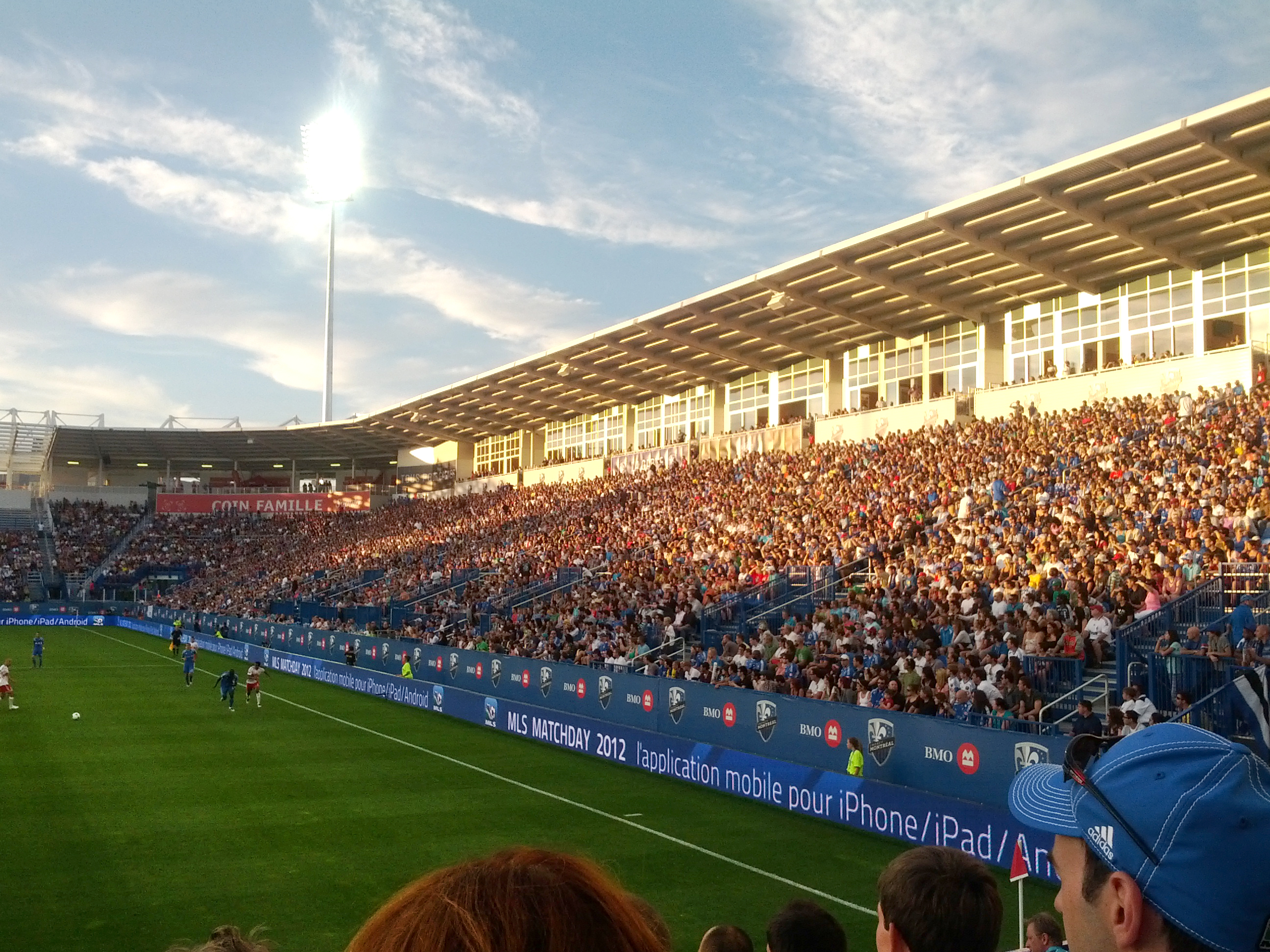
Stade Saputo en juillet 2012

- un stade principal de 20 801 places réparties en six tribunes
- trois terrains d’entraînement dont l’un est couvert

Le stade dispose de 40 loges corporatives (depuis 2012) ainsi que d'un écran géant (dimensions : 38 pi × 15 pi)
- Tribune principale : 3 561 places + 246 en loges (total 3 807)
- Tribune populaire : 2 594 places
- Latérale côté parking (Pierre de Coubertin) : 6 130 places

Entrées :
- Entrée principale (déplacée lors des travaux de 2012)
- Entrée secondaire (côté sud-ouest/stade olympique)
- Entrée rue Viau (créée en 2012)

Accès :
- Métro Viau et Pie IX

## Évènements
- Championnat canadien Nutrilite 2008
- Trophée des champions 2015

## Records d'affluence
Le Stade Saputo a fait salle comble (20 801 spectateurs) plusieurs fois durant son histoire.